# Маршалл (округ, Алабама)
Ма́ршалл (англ. Marshall County) — округ в США, штате Алабама. Официально образован 9 января 1836 года. По состоянию на 2010 год, численность населения составляла 93 019 человек. Получил своё название в честь американского политического деятеля Джона Маршалла.

## География
По данным Бюро переписи США, общая площадь округа равняется 1 614 км², из которых 1 466 км² суша и 148 км² или 9,2 % это водоёмы.

### Соседние округа
|        | Мадисон |         | Джэксон |  |
| Морган | север   | Де-Калб |         |  |
| Морган | Маршалл | Де-Калб |         |  |
| Морган | юг      | Де-Калб |         |  |
| Калмен | Блант   | Этова   |         |  |

## Население
По данным переписи населения 2000 года в округе проживает 82 231 жителей в составе 32 547 домашних хозяйств и 23 531 семей. Плотность населения составляет 56,00 человек на км2. На территории округа насчитывается 36 331 жилых строений, при плотности застройки около 25-ти строений на км2. Расовый состав населения: белые — 93,38 %, афроамериканцы — 1,47 %, коренные американцы (индейцы) — 0,53 %, азиаты — 0,24 %, гавайцы — 0,04 %, представители других рас — 3,24 %, представители двух или более рас — 1,09 %. Испаноязычные составляли 5,66 % населения независимо от расы.
В составе 32,40 % из общего числа домашних хозяйств проживают дети в возрасте до 18 лет, 57,80 % домохозяйств представляют собой супружеские пары проживающие вместе, 10,70 % домохозяйств представляют собой одиноких женщин без супруга, 27,70 % домохозяйств не имеют отношения к семьям, 24,60 % домохозяйств состоят из одного человека, 10,90 % домохозяйств состоят из престарелых (65 лет и старше), проживающих в одиночестве. Средний размер домохозяйства составляет 2,50 человека, и средний размер семьи 2,96 человека.
Возрастной состав округа: 24,90 % моложе 18 лет, 8,50 % от 18 до 24, 29,00 % от 25 до 44, 23,40 % от 45 до 64 и 23,40 % от 65 и старше. Средний возраст жителя округа 37 лет. На каждые 100 женщин приходится 94,80 мужчин. На каждые 100 женщин старше 18 лет приходится 91,50 мужчин.
Средний доход на домохозяйство в округе составлял 32 167 $, на семью — 38 788 $. Среднестатистический заработок мужчины был 30 500 $ против 20 807 $ для женщины. Доход на душу населения составлял 17 089 $. Около 11,70 % семей и 14,70 % общего населения находились ниже черты бедности, в том числе — 17,90 % молодежи (тех, кому ещё не исполнилось 18 лет) и 19,30 % тех, кому было уже больше 65 лет.